# Garaguso
Garaguso è un comune italiano di 900 abitanti della provincia di Matera in Basilicata.

## Geografia fisica

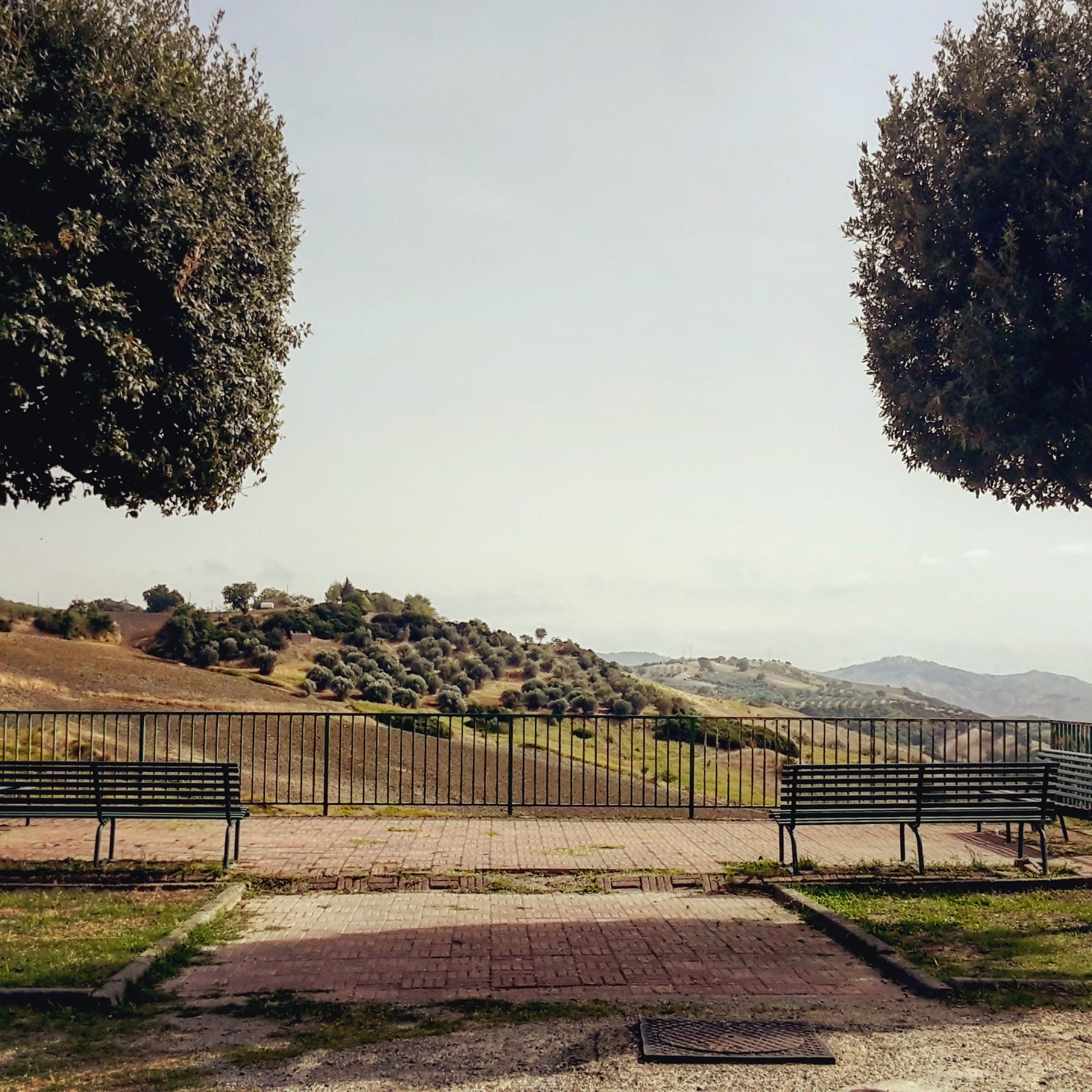
Garaguso (MT)

Il comune è un centro agricolo ai bordi dell'Appennino lucano situato nell'alta valle del fiume Cavone nella parte nordoccidentale della provincia di Matera. Il suo territorio confina con il "parco di Gallipoli Cognato e delle Piccole Dolomiti Lucane". Il piccolo centro abitato, arroccato su un'altura rocciosa, a 492 m s.l.m., è circondato dallo spettacolare profilo del monte La Croccia e dei monti dell'Impiso (mediamente circa 1200 metri s. m) ammantati di cupe foreste e compresi nel suddetto parco: crinali che separano, in quest'area, le due province lucane.  A sud si eleva, al di la' del greto del torrente Salandrella, al confine con San Mauro Forte, il ripido e imponente rilievo di Serra Boscone (790 m), che, insieme alla contigua Serra Cavallo e alla Serra Antica ad occidente, in territorio di Oliveto Lucano,  costituiscono una pittoresca e suggestiva quinta boscosa immediatamente alle spalle del paese. Il bosco di Garaguso è molto fitto e impervio, costituito da grandi esemplari di roverella e cerri, con un folto sottobosco di lecci, alaterni ed altre sempreverdi nelle quote più basse; carpini, aceri, cornioli, frassini dovunque. Ricco di sorgenti, una delle quali approvvigionava anche il paese, il "Boscone" di Garaguso era popolato un tempo da una fauna tipica delle zone incontaminate e selvagge (scoiattoli, caprioli, lupi, come indicato da alcuni microtoponimi della zona), al punto che l'area era prediletta per l'attività venatoria dai Duchi Revertera, secondo quanto enunciato dalla lapide del settecentesco palazzo ducale al centro del paese. La rupe su cui sorge il paese è molto ripida e circondata da profonde gole una delle quali è attraversata dal pittoresco "ponte del diavolo". Confina a nord con il comune di Grassano (17 km), ad est con Salandra (11 km), a sud con San Mauro Forte (15 km), e ad ovest con Oliveto Lucano (7 km) e Calciano (7 km). 
Fa parte della comunità montana Medio Basento.

## Storia

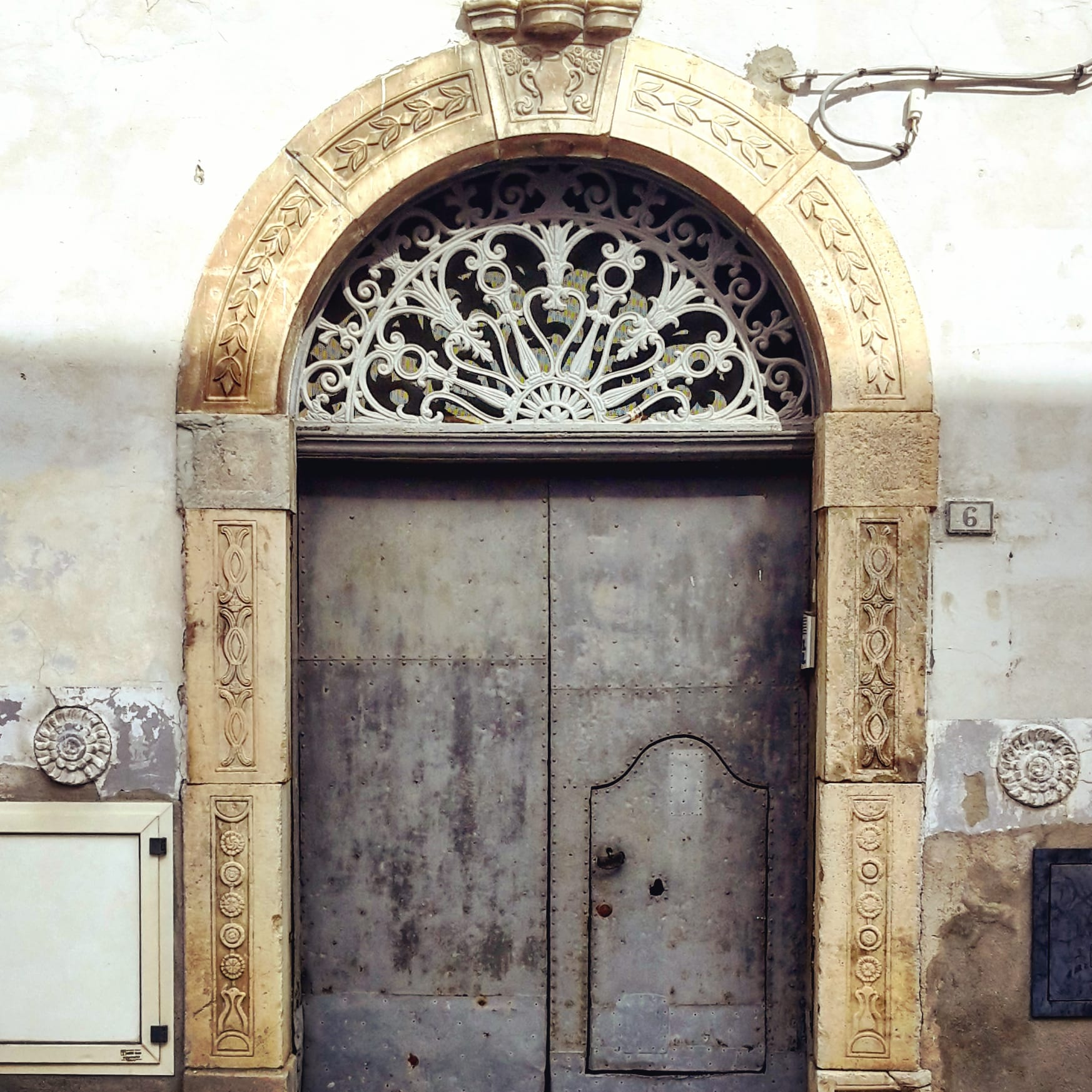
Garaguso (centro storico)

I risultati di indagini archeologiche indicano che la località fu abitata sin dall'età preistorica, mentre la frequentazione magnogreca dalla vicina Metaponto è attestata dal rinvenimento casuale di un raffinato modellino, in marmo greco dell'isola di Paro, di cella templare ellenica con divinità femminile seduta, in stile severo, databile al V sec. a.C.: probabile antropomorfizzazione, secondo un non meglio precisabile modello iconografico dell"arte religiosa di Metaponto (molto probabilmente Hera, senza escludere l'ipotesi di Demetra o Persefone), di una primitiva sconosciuta divinità indigena della fertilità (Moret). La scoperta e divulgazione del reperto avvenne nel 1916 ad opera del solerte archeologo di San Mauro Forte Vittorio Di Cicco (ibidem). Il "tempietto" e "la dea di Garaguso" sono ora esposti presso il Museo archeologico provinciale di Potenza. Il manufatto ha suscitato subito l'interesse degli archeologi e storici dell'arte antica, tra cui l'accademico tedesco Ernst Langlotz (1895-1978), che ha ritenuto il reperto fabbricato in Grecia (ibidem), mentre il sito è stato oggetto successivamente di numerose campagne di scavo, frequenti ma brevi e provvisorie, che hanno evidenziato segni della presenza di un grande luogo di culto ellenizzato. Ulteriori esplorazioni nella vicina area di Grotta delle Fontanelle, sul versante settentrionale della rupe di Garaguso, hanno portato alla luce grandi quantità di ex voto: ceramica e figurine di divinità sedute o stanti, rinvenimenti che fanno sospettare la presenza di un altro o addirittura due santuari con culti rivolti ad entità divine dai caratteri simili a quelli della dea del santuario più importante (Bertesago, Garaffa). Tali così dense scoperte archeologiche confermano il ruolo della località nel mondo antico quale centro di contatto tra gli indigeni enotri e i Greci delle colonie costiere, ma anche come luogo ritenuto dotato di notevoli valenze sacrali legate alla particolare topografia e all'ambiente naturale caratterizzato da rupi, corsi d'acqua, grotte e sorgenti.
Per il Medioevo, nel catalogo dei baroni, di epica normanna, redatto sotto Guglielmo II, è nominato un Adam de Garagusa, mentre in una bolla del 1060, Garaguso viene incluso nella giurisdizione del vescovo di Tricarico. Tra il 1306 ed il 1307, il re Carlo II d'Angiò, dona Garaguso a Pietro Della Marra signore di Racale (manoscritto di Ferrante Della Marra). Fu inoltre feudo dei Sanseverino, dei Poderico e della Casa di Palo, ed infine dei Revertera, per lunghi secoli, a partire dal viceregno spagnolo e fino alla scomparsa della feudalità.

### 1861 - Brigantaggio
Il 13 novembre 1861 le bande capitanate da Carmine Crocco, da Accettura si diressero su Garaguso inseguite da una colonna di soldati del 50° e del 30º fanteria. A Garaguso le formazioni di Crocco e di José Borjes si organizzarono a difesa ma non si verificarono scontri degni di nota. Tallonate da presso dalle truppe citate a da contingenti di guardie nazionali le formazioni di Crocco raggiunsero Grassano il 14 novembre.

### Simboli
Lo stemma comunale e il gonfalone sono stati concessi con decreto del presidente della Repubblica del 24 dicembre 1991.
Il gonfalone è un drappo di rosso.

## Monumenti e luoghi d'interesse
La chiesa parrocchiale conserva una scultura fittile del quattrocento raffigurante la Madonna della Puglia, un braccio reliquiario in argento, pure del quattrocento, e una tela del 1761 dipinta da frà Deodato da Tolve.
Due Palazzi presenti nel comune sono considerati beni culturali, il palazzo Moles e il Palazzo Revertera. Quest'ultimo, un palazzo settecentesco con loggiato a tre arcate, nell'agosto del 2018 è diventato, per volontà del Comune, un museo sulla vita contadina. È collocato nella parte più alta del borgo su un preesistente forte medievale. Fu costruito dal duca Francesco III Revertera, dal figlio Nicolò Ippolito e dalla consorte Antonia Therhaimbe, duchi di Salandra di origine spagnola. Il palazzo Revertera divenne il fulcro della ricostruzione di Garaguso in seguito al terremoto del 1694. Una leggenda popolare racconta che da questo palazzo ancora oggi nelle giornate ventose sia possibile udire il lamento dei duchi che chiamano il figlio scomparso in un giorno di festa. È stata allestita di recente una sala con videoproiettore nella quale è possibile ripercorrere i momenti salienti delle origini del paese e i relativi ritrovamenti.

## Società

### Evoluzione demografica
Abitanti censiti

Il trend demografico di Garaguso è negativo. Il numero di abitanti si riduce ad ogni censimento. Oltre ai problemi della bassa natalità, la causa principale è l'emigrazione dei giovani.

## Economia
Cereali e legumi sono i principali prodotti della terra. Il cereale più diffuso è il grano. Si allevano ovini e caprini e si lavorano lana e latte. Nel paese le famiglie puntano ancora molto sull'autoproduzione dei prodotti tipici della regione come insaccati, formaggi e conserve.

## Infrastrutture e trasporti

### Strade
- Strada provinciale ex strada statale 277 di Calle
- Strada statale 407 Basentana

### Ferrovie
- Stazione di Grassano-Garaguso-Tricarico, sulla ferrovia Battipaglia-Potenza-Metaponto

## Sport

### Calcio
La principale squadra di calcio della città era l'A.S.D. Garaguso che militava nel girone materano di Terza Categoria.